# Remigius Lupeikis
Remigius Lupeikis (Klaipėda, 22 de setembre de 1968) va ser un ciclista lituà que fou professional entre 1992 i 2002. Combinà el ciclisme en pista amb la carretera. Com a ciclista amateur, va representar la Unió Soviètica.

## Palmarès en pista
- 1986
  -  Campió del món júnior en Persecució per equips (amb Sergeï Vodopianov, Aida Klimavitschus i Dragos Tschivinski)
- 1988
  -  Campió de la Unió Soviètica en Persecució per equips (amb Gintautas Umaras, Mindaugas Umaras i Artūras Kasputis)

## Palmarès en ruta
- 1990
  - Vencedor d'una etapa de la Volta a Colòmbia
- 1991
  - Vencedor d'una etapa del Clásico RCN
  - Vencedor d'una etapa de la Volta a Colòmbia
- 1992
  - Vencedor de 2 etapes del Tour de Poitou-Charentes
- 1993
  - Vencedor de 4 etapes de la Volta a Polònia
- 1994
  - 1r al Tour de Berlín
  - 1r al Gran Premi de Beuvry-la-Forêt
  - Vencedor d'una etapa del Teleflex Tour
- 1995
  - Vencedor d'una etapa de la Volta a l'Algarve
  - Vencedor d'una etapa del Gran Premi Torres Vedras
- 1997
  - 1r al Valley of the Sun Stage Race i vencedor de 2 etapes
- 2000
  - 1r a la Volta a Egipte i vencedor de 2 etapes
  - Vencedor d'una etapa de la Szlakiem Grodów Piastowskich
  - Vencedor d'una etapa de la Cursa de la Solidaritat Olímpica
- 2001
  - Vencedor d'una etapa de la Volta a Eslovènia
  -  Campió de Liutània en contrarellotge
- 2002
  -  Campió de Liutània en ruta
  -  Campió de Liutània en contrarellotge
  - Vencedor d'una etapa de la Cursa de la Pau
  - Vencedor d'una etapa de la Volta a Polònia

### Resultats al Giro d'Itàlia
- 1992. 93è de la classificació general

### Resultats a la Volta a Espanya
- 1997. 124è de la classificació general